# David Rousset
David Rousset (Roanne, 18 gennaio 1912 – Parigi, 13 dicembre 1997) è stato uno scrittore e saggista francese.

## Biografia
Nato da una famiglia protestante si spostò a Parigi per studiare filosofia alla Sorbona. Nel 1933 si sposò con Susie che rimase sua compagna per tutta la vita.. 
Appartenente alla resistenza francese venne arrestato dalla Gestapo il 12 ottobre 1943, torturato e deportato prima a Neuengamme, quindi alle miniere di sale di Helmstedt infine nel lager di Buchenwald dove venne liberato dagli americani. 
Sopravvisse e dedicò la sua opera successiva alla descrizione ed analisi dei campi di concentramento. Con il libro L'Univers concentrationnaire ottenne il premio Renaudot nel 1946. Riprese l'attività politica nella sinistra francese fondando con Sartre e Albert Camus il movimento Rassemblement Démocratique Révolutionnaire che però cessò l'attività per divergenze insanabili fra i suoi promotori. 
La sua attività si estese alla denuncia dei campi di concentramento ovunque si manifestassero. Nel 1949 iniziò a denunciare anche l'esistenza di gulag in Unione Sovietica entrando così in contrasto con il Partito Comunista Francese. Accusato dal settimanale comunista Les Lettres françaises di disinformazione in quanto  «trotskiste falsificateur», Rousset querelò la rivista per diffamazione e vinse il processo. Negli anni sessanta si dedicò al giornalismo collaborando con Le Figaro  per denunciare i campi di concentramento sovietici, avvicinandosi alle posizioni golliste diventando deputato all'Assemblea Nazionale dal 30 giugno 1968 al 1º aprile 1973. Successivamente si allontanò dal gollismo per sostenere nel 1978 e nel 1981 Mitterrand.

## Opere
- L'Univers concentrationnaire, Paris: Éditions du Pavois, 1946. Edizioni in lingua italiana: Dio è caporale, Milano: Longanesi, 1947. L'universo concentrazionario; traduzione di Lucia Lamberti; con un saggio di Giovanni De Luna, Milano: Baldini&Castoldi, 1997, ISBN 8884901901
- Les Jours de notre mort, Paris: Éditions du Pavois, 1947; nuova edizione: Paris, Éditions Ramsay, 1988
- Le pitre ne rit pas, Paris: Éditions du Pavois, 1948; nuova edizione: Paris, Éditions Bourgois, 1979
- Sur la guerre: Sommes-nous en danger de guerre nucléaire?, Paris, Éditions Ramsay, 1987